# Bergnicourt
Bergnicourt település Franciaországban, Ardennes megyében. Lakosainak száma 296 fő (2022. január 1.). Bergnicourt Le Châtelet-sur-Retourne, L’Écaille, Ménil-Lépinois, Saint-Loup-en-Champagne, Saint-Remy-le-Petit és Tagnon községekkel határos.

## Népesség
A település népességének változása:
| Lakosok száma | 134  | 159  | 164  | 167  | 267  | 282  | 285  | 293  | 298  | 296  |
|               | 1968 | 1982 | 1990 | 2006 | 2013 | 2015 | 2017 | 2019 | 2020 | 2022 |